# Laurel County
Laurel County är ett administrativt område i delstaten Kentucky, USA, med 58 849 invånare. Den administrativa huvudorten (county seat) är London. 

## Geografi
Enligt United States Census Bureau så har countyt en total area på 1 149 km². 1 128 km² av den arean är land och 21 km² är vatten. 

### Angränsande countyn
- Jackson County - nordost
- Clay County - öst
- Knox County - sydost
- Whitley County - syd
- McCreary County - sydväst
- Pulaski County - väst
- Rockcastle County - nordväst